# Суперкубок Західного берегу з футболу 2015
Суперкубок Західного берегу з футболу 2015  — 6-й розіграш турніру. Матч відбувся 11 вересня 2015 року між чемпіоном Західного берегу клубом Шабаб (Аль-Дхахірія) та володарем Кубка Західного берегу клубом Ахлі Аль-Халіль.
| Володар Суперкубка Західного берегу 2015 |
| ---------------------------------------- |
|                                          |
| Ахлі Аль-Халіль Перший титул             |

## Матч

### Деталі
| 11 вересня 2015 18:00 (EEST) |

| Шабаб (Аль-Дхахірія) | 2:3      | Ахлі Аль-Халіль                   |
| -------------------- | -------- | --------------------------------- |
| Деяб 75' Касем 83'   | Протокол | Шаабан 15' Катлон 26' Мерасат 53' |

| Файсал Аль-Хуссеїні, Аль-Рам Арбітр: Ібрагім Гаруф |